# Michael Kocáb
Michael Kocáb, né le 28 juillet 1954 à Prague, est un chanteur, auteur-compositeur et homme politique tchèque, anciennement membre du Parti vert.

### Parcours politique

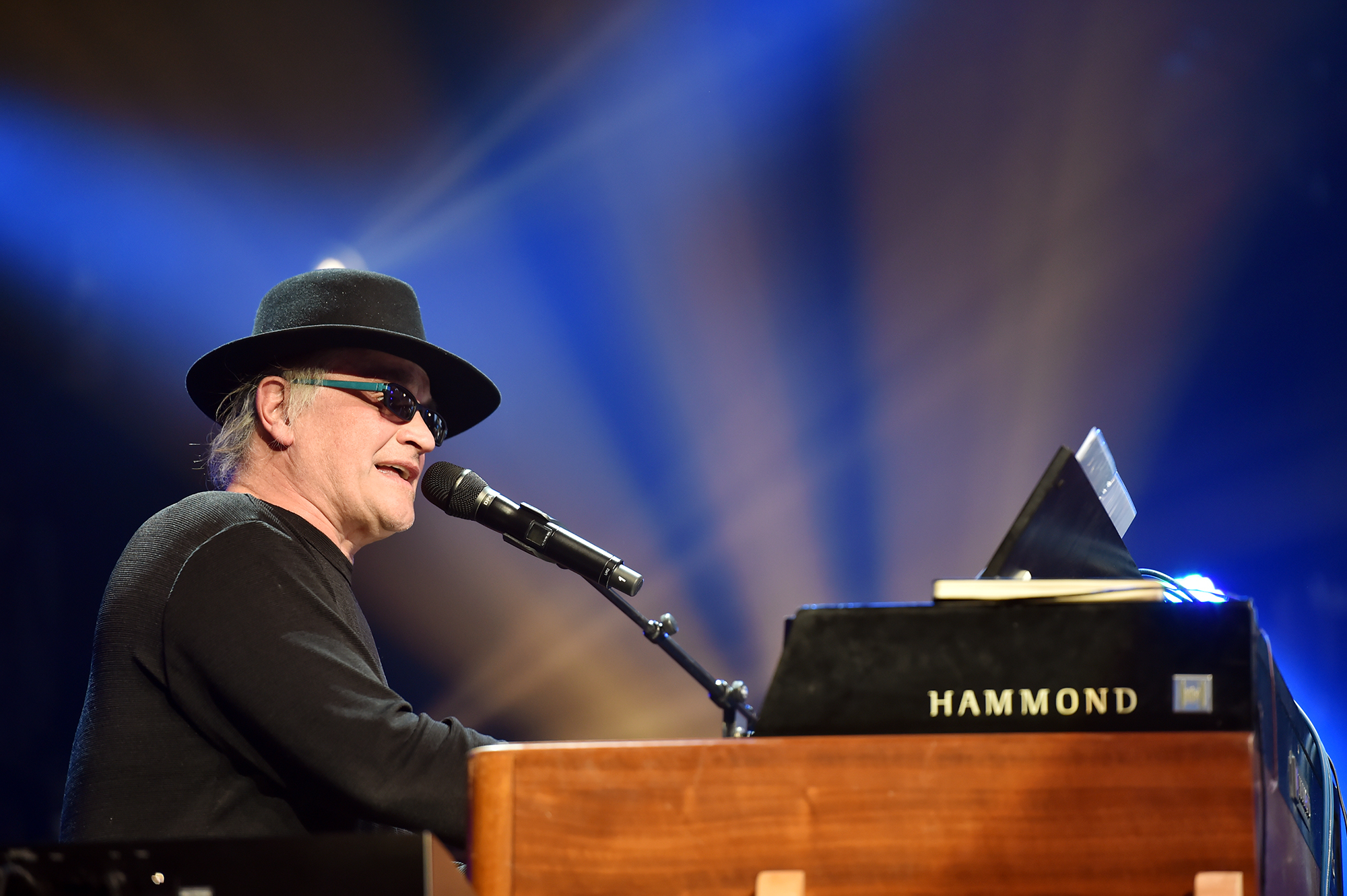
Michael Kocáb en concert en avril 2017.